# Sami Kanaan

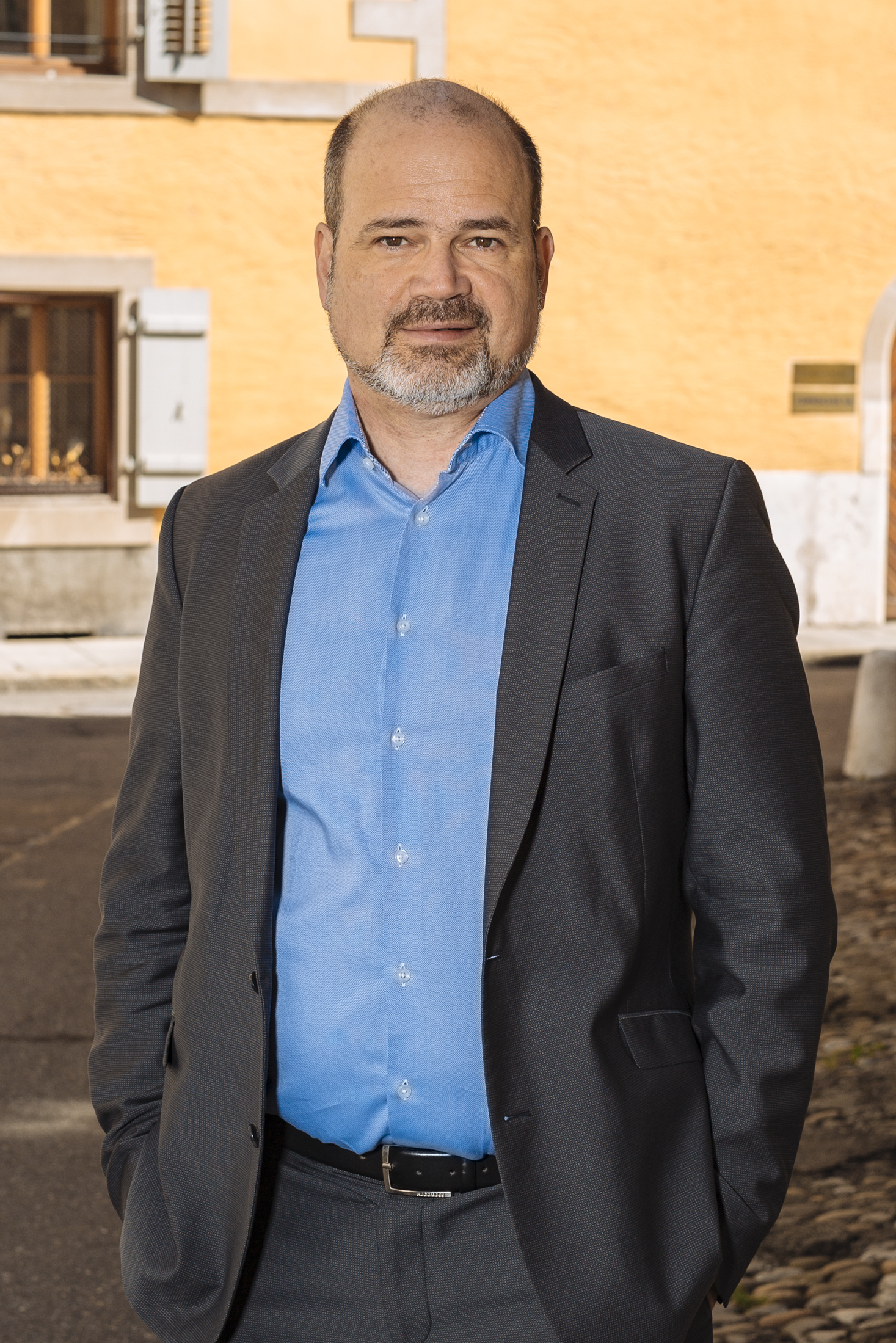
Sami Kanaan (2019)

Sami Kanaan (* 1964 in Beirut, Libanon) ist ein Schweizer Politiker (SP). Er war turnusgemäss vom 1. Juni 2020 bis 31. Mai 2021 Stadtpräsident von Genf (französisch Maire de Genève). Dieses Amt hatte Kanaan bereits vom 1. Juni 2014 bis 31. Mai 2015 und vom 1. Juni 2018 bis 31. Mai 2019 inne. Er steht dem Departement für Kultur und digitaler Wandel (Département de la culture et de la transition numérique) der Stadt Genf vor.
Von 1997 bis 2001 hatte Kanaan das Amt des Gemeinderats (Conseiller municipal) der Stadt Genf inne. Von 2001 bis 2005 war er Abgeordneter im Grossen Rat (Grand conseil) des Kantons Genf. 2011 wurde Kanaan schliesslich in die Genfer Stadtregierung (Conseil administratif) gewählt. Vom 1. Juni 2014 bis 31. Mai 2015 amtierte er als Stadtpräsident von Genf (Maire de Genève). Auch für die Amtsjahre 2018/2019 und 2020/2021 wurde er zum Stadtpräsidenten ernannt. Vom 1. Juni 2024 bis zum 1. Juni 2025 war erneut stellvertretender Stadtpräsident.